# Демянка (приток Шелони)
Демянка (Тенюха, Демьянка) — река в России, протекает по Порховскому району Псковской области, в верхнем течении называется Тенюха. Тенюха вытекает из озера Великое и, примерно через 2,5 км по течению, впадает в небольшое озеро Плотишно, из Плотишно вытекает Демянка. Устье Демянки находится в 112 км от устья Шелони по левому берегу, у деревни Демянка. Длина Демянки с Тенюхой составляет 30 км, площадь водосборного бассейна — 232 км².
В 15 км от устья, по левому берегу впадает река Омут.
На берегах Демянки стоят деревня Заклинья, село Подоклинье и деревня Демянка Дубровенской волости.

## Данные водного реестра
По данным государственного водного реестра России относится к Балтийскому бассейновому округу, водохозяйственный участок реки — Шелонь, речной подбассейн реки — Волхов. Относится к речному бассейну реки Нева (включая бассейны рек Онежского и Ладожского озера).
Код объекта в государственном водном реестре — 01040200412102000024632.

## Топографические карты
- Лист карты O-35-83 Подсевы. Масштаб: 1 : 100 000. Состояние местности на 1981 год. Издание 1984 г.
- Лист карты O-35-84 Дно. Масштаб: 1 : 100 000. Состояние местности на 1977 год. Издание 1979 г.